# 吳文佳
吳文佳（1539年—1607年），字士望，一字士美，號凤泉，又號二室山人，湖廣承天府沔陽州景陵縣人，明朝政治人物。

## 生平
嘉靖四十三年（1564年）甲子科湖廣鄉試第二十七名舉人。嘉靖四十四年（1565年）中式乙丑科會試第八十七名，三甲第一百一十名進士。工部观政，本年八月授徽州府推官，隆慶二年（1568年）六月升刑部主事，四年八月调户部，五年三月改吏科给事中，六年五月升礼科右，六月升兵科左，七月升工科都，万历三年（1575年）二月升河南右参政，六年五月升贵州按察使，十二月升福建右布政使，八年正月考察调简。萬曆三十五年卒，年六十九。

## 家族
曾祖吳瓊；祖父吳政潮；父吳鈞，累封工科都给事中；母丁氏，贈孺人；繼母王氏，封孺人。弟文化、文仕、文佐、文位、文任（庠生）、文炳（庠生）、文燦、文焕、吴文企（戊戌进士、户部主事）。